# Scott Island (Western Australia)
Scott Island ist eine unbewohnte Insel im nördlichen Teil des King Sounds, einem australischen Küstengewässer des Indischen Ozeans. Sie gehört zur Region Kimberley im australischen Bundesstaat Western Australia.
Die Insel ist einen Kilometer lang und hat eine Breite von 150 Meter. Sie ist ca. sieben Kilometer vom australischen Festland entfernt.
Die Insel ist die westlichste Insel einer fünf Kilometer langen Inselkette. Der Name der östlichen Nachbarinsel ist Kessel Island.